# وادي تايشاكو
وادي تايشاكو هو واد مشهور في اليابان ويتميز بالمناظر الخلابة.

## نظرة عامة
وادي تايشاكو هو وادٍ طوله 18 كيلومترًا على طول نهر تايشاكو، أحد روافد نهر تاكاهاشي في شوبارا وجينسيكيكوجن، هيروشيما، اليابان.
يُعد الوادي جزءًا من منتزه هيبا-دوغو-تايشاكو شبه الوطني. وهو معروف بأوراق الخريف وأشجار القيقب.

## روابط خارجية
- Taishaku Valley
- Tojo-cho.com: Taishaku-kyo Ravine
- باللغة اليابانية Taisyaku-kyō